# Доріат
Доріат (синд. Doriath — «Обперезана Земля»), також Таємниче королівство — у легендаріумі Дж. Р. Р. Толкіна край короля Елу Тінгола та його дружини мая Меліан у лісах Нелдорет і Регіон, у Східному Белеріанді. Був оперезаний поясом королеви Меліан, внаслідок чого в ці землі можна було потрапити лише з дозволу короля Тінгола (виняток становив лиш Берен, син Барагіра).

## Заснування
В Епоху Дерев, під час Великого Походу на Захід плем'я телерів на чолі з Елве  дісталось Белеріанду і зупинилось на лівому березі річки Геліон. В пошуках свого друга Фінве, вождя племені нолдорів, що знаходились у лісах Нелдорет та Регіон, Елве зайшов до лісу Нан-Елмот і почув там солов'їний спів. Тоді Елве, піддавшись чарам, спинився; і звіддалік розчув поміж голосами ломелідів  спів маїі Меліан, і серце його переповнилося подивом і бажанням.  І от ельф, забувши про свій народ і про поривання свого духу, вступив слідом за пташками в тінь дерев, забрів углиб Нан-Ельмоту і заблукав. Але, врешті-решт, вибрався на галявину, над якою мерехтіли зорі, а там стояла Меліан; він поглянув на неї з темряви й угледів у її обличчі світло Аману.  
Меліан мовчала; та залюблений Елве підійшов до неї, взяв  її за руку, й одразу ж чари скували його, так що вони стояли непорушно, а зорі вгорі обертаючись, вели лік довгим рокам; і дерева Нан-Елмоту виросли гінкими й темними, перш ніж вони промовили бодай слово.  
Народ Елве шукав свого володаря, але не знайшов, і його брат Олве  очолив частину телерів і повів їх далі на Захід. Інша ж частина лишилась у Белеріанді, ставши сірими ельфами-синдарами: що також заснували свої поселення у Фаласі на березі Моря, по берегах озера Мітрім у Гітлумі та лісах Регіон та Нелдорет.  
Згодом  Елве і Меліан пробудилися і вступили в шлюб — єдиний союз між ельфами та майар.  Повернувшись з дружиною до свого народу Елве вирішив не продовжувати походу на захід, а оселився в лісах над річкою Есгалдуін. Він був визнаний верховним владикою усіх елдарів Белеріанду. Його прозвали Елу Тінголом — Сірою Мантією. Створене ним королівство в лісах між Сіріоном, Міндебом та Аросом прозвали Егладор, що мовою синдарів означало "Земля Покинутих". Попри те що більшість земель Середзем'я огортав сон насланий Яванною, завдяки владі Меліан у Белеріанді цвіли життя й радість, а ясні зорі сяяли, наче срібні вогні.    
Наприкінці першого віку Мелькорового ув'язнення у лісі Нелдорет народилась Лутіен — єдина дитина Тінгола й Меліан.  
У другий вік Мелькорового ув'язнення до Белеріанду з Синіх Гір прийшли гноми, що завели дружбу з синдарами.  Меліан навчила гномів деяким мистецтвам, а Тінгол  подарував їм чимало гарних морських перлин, які йому дав Кірден.

## Менегрот
На березі річки Есгалдуїн розташувався кам'янистий пагорб, в якому гноми стали зводити підземні чертоги. Через річку вони проклали величний кам'яний міст і зробили браму, що вела до підземного міста. Широкі переходи вели до високих зал  і покоїв, висічених у камені. Ті помешкання були величні й чисельні, тому тінголову столицю назвали Менегрот — Тисяча Печер.
Ельфи витесали величні колони  схожі на буки Ороме зі стовбуром, гілки та листя освітлені золотими ліхтарями. Солов'ї співали у них, наче в садах Лоріена; срібні водограї шуміли в чашах із мармуру, а підлоги були викладені різнобарвними камінцями. Різьблені силуети звірів і птахів мчали по стінах, піднімалися на колони чи виглядали з-поміж усіяних квітами віт. А з плином років Меліан та її служниці завісили тканини гобеленами, на яких було зображено діяння Валар, і чимало з того, що відбулося в Арді з часу її створення, і натяки на те що буде в майбутньому.  То була найпрекрасніша з усіх королівських осель на схід від Моря.

## Географія
Королівство Егладор (згодом назване Доріат) розташувалось у лісах на східному березі Сіріону. Від річки Міндеб на північному заході до Есгалдуїну на сході розташувався Ліс Нелдорет, де росли пишні буки. Темна зачарована річка Есгалдуїн, що текла з півночі і повертала на захід, ділила ліси Доріату на Нелдорет і Регіон. Регіон був значно густішим й зеленішим лісом ніж Нелдорет.   У тому місці де Есгалдуїн повертав на захід на його південному березі розташувалось підземне місто — чертоги Менегрот (синд. Menegrot — Тисяча Печер). 
На правому березі Сіріону  від гирла Тейгліну до Аелін-Уіал розташувався ліс Ніврім (Західне Узграниччя), де росли велетенські дуби.  
Південною межею Доріату була річка Арос. Східна околиця лісів Доріату в межиріччі Аросу і Келону мала назву Арторіен.

## Населення
Народ Доріату належав до сірих ельфів — синдарів, що розмовляли одним з південних діалектів синдарину — доріатіном, що походив від архаїчного синдарину, який в свою чергу походив від телерину. Саме південний діалект синдарину засвоїли нолдори, і він став єдиною розмовною мовою ельфів Середзем'я.
Доріатрім Даерон Менестрель вигадав руни, що отримали назву кертар Даерона. Ними користувалить не лише ельфи, але й народи гномів (похідними від цих рун «Ангертас Морії» були виконані написи у Книзі Мазабрул та на надгробку Баліна, сина Фундіна).
Після Першої битви за Белеріанд у 1497 р. Епохи Дерев у Доріат переселились багато Зелених Ельфів.

## Історія

### Перше вторгнення орків
Близько 1497 року Епохи Дерев  у Белеріанд вторглись потвори Ворога, найгіршими з яких були орки та вовки - перевертні. Так розпочалась Перша битва за Белеріанд. Вони вдерлись у землі Фаласу і взяли в облогу міста Егларест та Брітомбар (лише прихід нолдор з дому Феанора врятував фалатрімів від розгрому і повного знищення). У бою з ними на пагорбі Амон - Ереб загинув правитель лайквендів Оссіріанду Денетор.   
Для бою з ворогами гноми викували ельфам чимало зброї, мечів, сокир, списів, шоломів та сорочок - кольчуг. Згуртувавши свій народ Тінгол, напав на орків біля пагорбів Андрам і  винищив їх усіх. Таким чином, було врятовано вцілілих лайквендів. 

### Егладор стає Доріатом
Після Першої битви за Белеріанд Меліан оточила ліси Егладору чарівним поясом, крізь який ніхто не міг потрапити без дозволу владик країни. Відтоді королівство Тінгола й Меліан стали називати Доріат, що означало Оперезана Земля. У межах цього поясу панував пильний спокій і тривалі століття ані Ворог, ані інші супротивники не могли проникнути всередину. 

### Доріат у Війні Коштовностей
Тривалий час Елу Тінгол не знав про вчинену нолдорами різанину в Альквалонде. Однак, він був незадоволений появою багатьох могутніх принців, що шукали нових володінь і заборонив синам Феанора перетинати межі його земель. Зрештою чутки  про те що сталося в Амані прийшли у Доріат і Тінгол розгнівався, заборонивши зносини з синами Феанора і вжиток мови квенья якою говорили нолдори (тому в Середзем'ї вона швидко перетворилась на мертву мову). Однак  братовбиство в Альквалонде не завадило йому дружити з синами Фінарфіна Аегнором та Фінродом, якому він порадив печери біля річки Нарог як місце для зведення власної твердині.
Королівство Доріат не брало участі у війні з Морготом. 
Після Дагор - Браголлах (Битви Раптового полум'я) багато синдарів втекли з півночі у Доріат.

### Берен і Лутіен
У році Першої епохи син Барагіра Берен перейшов крізь гори Еред - Горгорот і подолавши лабіринти поясу Меліан дістався лісу Нелдорет. Там, в 465 році П. Е., він зустрів в лісі Лутіен Тінувіель , з якої з того часу його доля була нерозривно пов'язана.  Рік по тому вони з Лутіен постали перед її батьком, королем Доріату Тінголом, і той сказав, що погодиться на весілля тільки в тому випадку, якщо Берен принесе йому Сильмарил з корони Моргота .
Це завдання було практично нездійсненним, але Берен і Лутіен за допомогою государя Фінрод і гончака Гуана змогли подолати безліч перешкод і, нарешті, досягли Ангбанда .
Берен зміг дістати Сильмарил з Залізної Корони Моргота під час того, як той спав, зачарований піснею-закляттям Лутіен.  Сильмарил не опалив руки Берена (згідно з пророцтвом, чарівні камені палили плоть кожного, хто взяв їх не по праву - а особливо смертних).  Берен спробував витягнути ще один камінь, проте кинджал Ангріст, який міг різати залізо, зламався, і його осколок зачепив Моргота.  Прокинувся вовк Кархарот, вигодований Морготом, і перегородив Берену та Лутіен шлях з Ангбанду, і тоді Берен виставив перед собою руку, стискаючи в ній Сильмарил, сподіваючись, що його сяйво відлякає Кархарота.  Однак той не злякався, а відкусив Берен кисть руки разом з Сильмарилом, і, збожеволівши від болю, заподіюваної йому зсередини каменем Феанора, втік з Ангбанда.  Лутіен і Берен були врятовані з Ангбанду орлами Манве .
Берен і Лутіен повернулися до Тінгола, оскільки Берен зміг виконати свою клятву - як він і обіцяв королю, Сильмарил знаходився в його руці.  Коли він показав королю Доріату свою покалічену руку, Тінгол зрозумів, що Лютіен і Берен здійснили великий подвиг і виконав обіцянку - в той же день Берен взяв за дружину Лутіен.  Однак історія з Сильмарилом ще не була закінчена: знавіснілий Кархарот вторгся в межі Доріату, винищуючи все живе на своєму шляху, тому Берен запропонував Тінголу влаштувати полювання на Кархарота, в результаті якої вовк Моргота був убитий, а Берен смертельно  поранений.
Любов Лутіен до Берена була настільки велика, що вона незабаром пішла за ним, а в Чертогах Мандоса вимолила у Владики Судьб дати їм можливість прожити друге життя  смертними.  Після повернення до Арди Берен та Лутіен жили на острові Тол-Гален в Оссіріанді, де у них народився син Діор. Завдяки Берену та Лутіен Тінгол став власником коштовності Феанора. 

### Турін у Доріаті
У 472 р. Першої епохи, після Нірнаед - Арноедіад, дружина вождя людей Дор - Ломіну Гуріна Морвен Еледвен відправлила свого сина Туріна з окупованого східнянами краю в королівство Доріат. 
Турін і його поводирі, в кінцевому рахунку, досягли Доріату, але заплутали в Поясі Меліан.  Коли ж вони опинилися на межі смерті від виснаження, їх знайшов Белега Могутній Лук і привів до Менегрота.  Король Елу Тінгол прийняв Турина, пам'ятаючи про подвиг його батька і через те що він був родичем  Берена.  У Доріаті Турин познайомився з ельфійкою Неллас, яка спостерігала за ним за наполяганням королеви Меліан і навчала його ельфійських знань. Белег Куталіон став навчати його мистецтву війни та лісової науки, і вже скоро Турін став відомий завдяки своїй майстерності та хоробрості.
Коли після восьми років новини остаточно перестали приходити з окупованого Дор - Ломіну, Турин вирішив звернути свою силу проти прислужників Моргота, сподіваючись помститися таким чином за горе його сім'ї.  Тінгол зробив Турина одним зі своїх лицарів-мечоносців, і Турін відбув до північних кордонів Доріату, щоб захищати їх від набігів орків .  Там до нього приєднався і Белег.  З тих пір головною зброєю Турина став меч, а крім того він носив Драконівський Шолом Дор - Ломіну, через що орки стали його боятися.
У віці 20 років, Турін став побічним винуватцем загибелі королівського радника Саероса.  Той виявив свою зневагу до Туріна під час трапези в залах Менегрота, насміхаючись над його неохайним виглядом і висловивши глузливі слова щодо його матері, за що Турин кинув в обличчя Саероса кубок, що поранило того і розлютило.  Пізніше Саерос підстеріг Туріна в лісі і кинувся на беззбройного  з мечем і щитом в руках.  Турин все ж взяв верх в тій сутичці, відняв зброю і погнав Саероса по лісу голим, бажаючи помститися за приниження.  Ельф вирішив, що Турин хоче його вбити, і втік так швидко, що не помітив ущелини, що розкинулася  на його шляху.  В останній момент Саерос спробував його перестрибнути, але в результаті впав на гостре каміння, що знаходилися на дні прірви, і загинув.
Турин не став чекати королівського суду, частково через страх перед покаранням, почасти через гординю і впертість, підкріплену ще й словами Маблунга, який відразу звинуватив Турина в смерті ельфа і засудив ще до того, як розібрався в те, що трапилося.  Тінгол ж після вивчення всіх обставин справи і завдяки свідченням Неллас, яка бачила, як Саерос напав першим, простив Турина і послав Белега на його пошуки, щоб той оголосив йому про прощення і закликав повернутися назад в Доріат.  При цьому Белег з дозволу короля озброївся, крім свого знаменитого лука, чорним мечем Англагелом, колись відданим Тінголу Еолом Темним Ельфом як дарунок за право володіння лісом Нан Елмот. 
Завдяки діям Туріна на чолі загону людей - вигнанців, натиск армій Моргота на Белеріанд послаб і Морвен з дочкою змогли покинути окупований Дор - Ломін і пройти шляхами, що звільнились в Доріат.  Морвен і Ніенор деякий час жили в Доріаті, але коли новини про зруйнування Нарготронда і чутки про те, ким насправді був Мормегіл, досягли їх, вони необачно вирушили на пошуки Туріна в супроводі невеликого загону ельфів.  Глаурунг, що  відтепер жив в зруйнованих залах Нарготронда, підняв пару над річкою Нарог, так, що він був подібний до густого туману.  Загін ельфів і Морвен заплутали в цьому тумані, але Ніенор зустріла дракона і була зачарована ним, забувши все своє минуле. 

У 500 році Першої епохи, після загибелі Туріна та Ніенор, їх батько Гурін з Дор - Ломіну приніс  віддав Тінголові знайдений у руїнах Нарготронда Наугламір, кинувши зневажливо йому під ноги як "нагороду за те що той так "добре" доглянув його родину". Однак, слова королеви Меліан змогли дістатись до його свідомості. Вона мовила про те що він дивився на все Морготовими очима і бачив усе викривленим. Сина його довго плекали у Менегроті і виявляли до нього любов і пошану гідну королівського сина. І згодом прихистили його дружину та доньку, відраджуючи їх від походу до руін Нарготронда. 
Дослухавшись до слів Меліан, Гурін стояв не порушно і довго вдивлявся Королеві в очі; й там у Менегроті, якого й досі Пояс Меліан оберігав від тьми Ворога, він розгадав правду всього, що трапилось, і скуштував - таки повноту горя, яке відміряв йому Моргот Бауглір. Гурін уже не мовив про минуле, а, нахилившись, підняв Наугламір із того місця, де він  лежав перед троном Тінгола, і подав йому, сказавши: 
- Візьми ж нині, володарю, Гномівську Пектораль як дар од бідаря та як пам 'ятний знак  про Гуріна з Дор - Ломіну. Судьба моя звершилася, Моргот уже досягнув мети; але рабом його я не залишуся.
Потому він повернувся і вийшов із Тисячі Печер, і всі, хто стрічав його, відступали перед ним; і ніхто не намагався  зупинити його відхід, як ніхто й не знав куди він подався.      

### Загибель Елу Тінгола
Після відходу Гуріна Елу Тінгол вирішив поєднати Наугламір та Сильмарил. З цією метою запросив майстрів з гном 'ячого міста Ногрод. Гноми виконали замовлення, однак, вражені красою Наугламіра і Сильмарила в ньому, не захотіли віддавати його Тінголові, мотивуючи тим що Наугламір був зроблений гномами і подарований королю Нарготронда Фінроду Фелагунду. Тоді Король, зрозумівши, що гномам сподобався Сильмарил, наказав їм забиратися геть без винагороди. Розгнівані гноми обступили Тінгола  і убили його. Схопивши Наугламір з Сильмарилом, вони кинулися тікати, але на березі Аросу їх перестріли ельфи і перебили всіх, крім двох, що дістались Ногрода. Там вони  сказали, що Тінгол обдурив гномів з винагородою і підло перебив їх. Народ Ногрода зібрав велике військо і пішов війною проти Доріату.  

### Розорення Доріату гномами Ногрода
Після загибелі Тінгола Меліан довго сиділа у печалі, а потім покинула край, відійшовши за Море. Із її відходом захисний пояс довкола Доріату перестав існувати. Королівство зазнало нападу з боку гномів Ногрода, в ході якого Доріат було розорено, а Менегрот розграбовано. Однак, на зворотньому шляху гноми Ногрода були розбиті зеленими ельфами Оссіріанду біля броду Сарн - Атрад, а вцілілих добили енти біля Бескиду Долмед. У відновленому Доріаті став правити син Берена і Лутіен Діор, якому після смерті його батьків було передано Наугламір та Сильмарил. 

## Загибель королівства
Дізнавшись про те, що Діор носить Наугламір з Сильмарилом, сини Феанора стали вимагати повернення створеної батьком коштовності. Доки Сильмарил був у майї Меліан, ніхто з них вголос не виголошував претензії на нього, однак з її відходом сини Феанора знов згадали про дану ними обітницю.  
Діор нічого не відповів їм і тоді Келегорм підбурив братів напасти на Доріат. І напали вони раптово посеред зими і билися з Діором у Менегроті; і так відбулась друга братовбивча різанина серед ельфів. Від руки Діора загинув Келегорм,поруч впали Куруфін і Карантір; але й Діора та його дружину Німлот було вбито, а його синів жорстокі слуги Келегорма покинули вмирати від голоду в лісі. Маедрос дуже сильно жалкував про вчинене і довго шукав їх у лісах Доріату, але Елуред і Елурін пропали безвісти. Однак, сини Феанора не змогли заволодіти Сильмарилом, бо вцілілі ельфи Доріату відійшли на південь до Гирла Сіріону і серед них була донька Діора Елвінг, що віднесла Наугламір з Сильмарилом. Відтоді Доріат більше не відродився.
Під час Війни Гніву край був розорений і разом з усім Белеріандом опустився під воду.

## Вихідці з Доріату в Середзем'ї
У Другу епоху значна частина ельфів Доріату  оселилась у Гарліндоні, де родич Тінгола Келеборн заснував місто Гарлонд (Південна Гавань); Великому Зеленоліссі (у Третю епоху — Морок-ліс), в якому став правити синдар Орофер, чиїм сином був Трандуїл. Також доріатримами були Амдір та його син Амрот, що заснували своє королівство у лісі Лауреліндоренан (згодом відоме як Лоріен).